# Charles Degeorge
Pour les articles homonymes, voir Degeorge.
Charles Jean Marie Degeorge, né le 31 mars 1837 à Lyon et mort le 2 novembre 1888 à Paris, est un sculpteur et médailleur français.

## Biographie
Charles Degeorge suit des études à l'École des beaux-arts de Lyon de 1853 à 1855. Puis il va à Paris où il est admis à l'École des beaux-arts en 1858 dans les ateliers de Francisque Duret, d'Hippolyte Flandrin, de François Jouffroy et du médailleur Félix Chabaud.
Il obtient en 1859 le prix de la figure modelée. En 1866, il reçoit le premier grand prix de Rome en gravure de médaille et pierre fine, avec La France protégeant l'Algérie, qui fait de lui un médailleur reconnu, grâce à « l'ampleur toute sculpturale » conférée à ses travaux de gravure. 
Il conserve sa vie durant un lien fort avec sa ville natale, exposant régulièrement au Salon lyonnais entre 1874 et 1882. Il est inhumé à Paris au cimetière du Père-Lachaise (92e division).
Adolphe Lavée est son élève.

## Son œuvre

### Les médailles

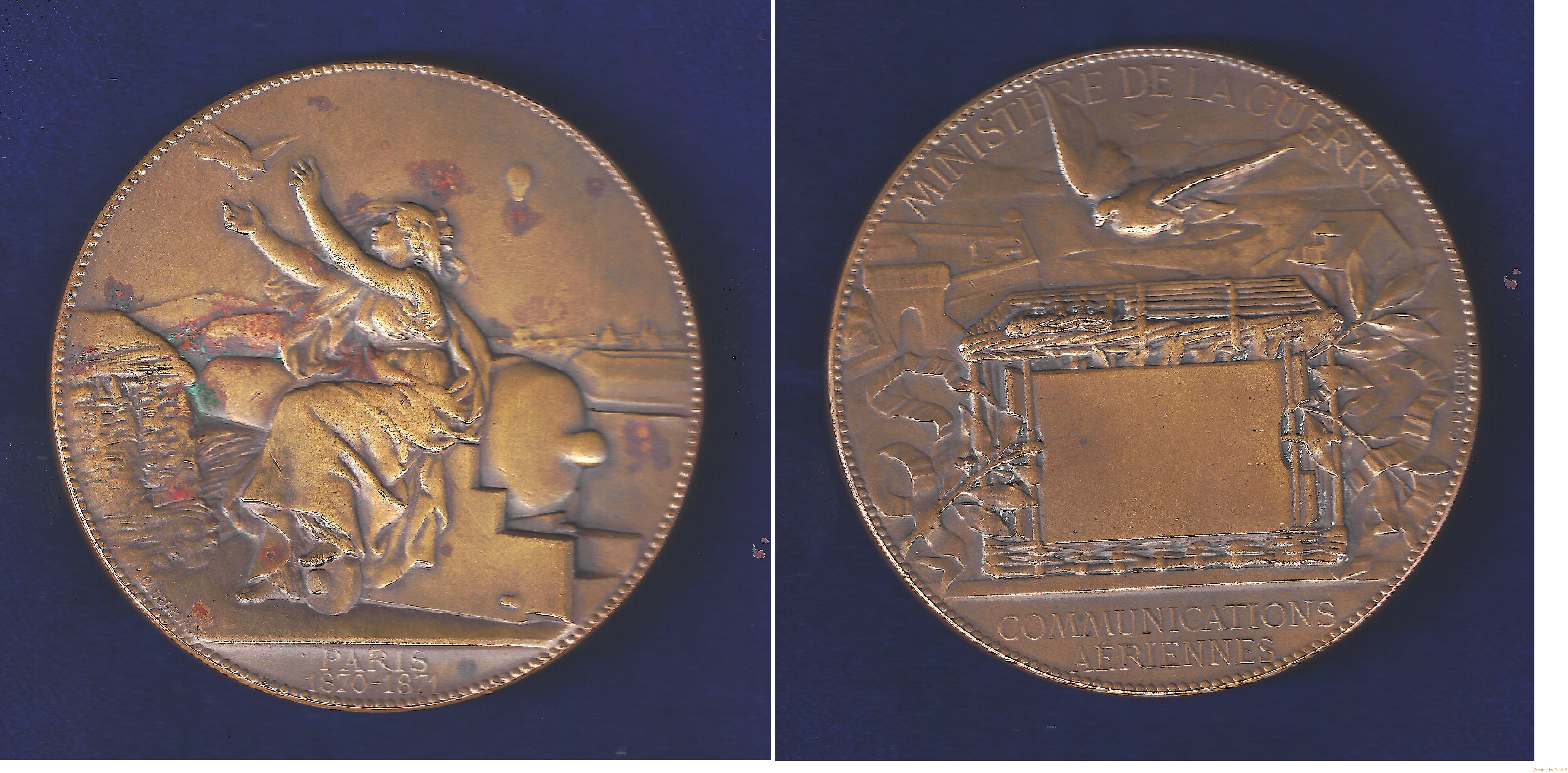
Médaille des communications aériennes du Siège de Paris (1870-1871)

Charles Degeorge poursuivra la gravure de médaille tout au long de sa carrière et commencera à les exposer avec des sculptures au Salon à partir de 1864. Il réalise notamment une médaille commémorative pour la construction de Saint-Pierre-de-Montrouge en 1874 et présente au Salon de 1877 une médaille en bronze argenté, La France éclairant et instruisant ses enfants, ou encore une médaille pour la Société des amis des arts de Lyon qui sera présenté au Salon de 1880 et à celui de 1883.  
Il obtient au Salon une récompense de deuxième classe en 1872, de première classe en 1875 et une médaille de deuxième classe à l'Exposition universelle de 1878 de Paris.

### Les bustes
Charles Degeorge conçoit de nombreux bustes, comme celui de Stanislas Julien en 1874 pour le ministère de l'Instruction publique, des Cultes et des Beaux-Arts. Il conçoit également le buste de son ami Henri Regnault qui surmonte le Monument à Henri Regnault d'Henri Chapu aux Beaux-Arts de Paris (Salon de 1876, bronze), La République (1879, marbre, Paris, mairie du 2e arrondissement), Jules Claretie (Salon de 1884, marbre), ou encore une série de bustes italianisants.    

### La statuaire
Charles Degeorge a produit peu de statues, mais on peut citer La Jeunesse d'Aristote (1875, marbre, Paris, musée d'Orsay), Les Fleurs pour l'escalier de l'hôtel de ville de Paris (marbre, commandé en 1885). Il crée également le groupe de La Science servie par les génies pour la façade du bâtiment principal dans la cour d'honneur de la Bibliothèque nationale de France, ainsi que les statues de quatre artistes lyonnais, Philibert Delorme, Gérard Audran, Guillaume Coustou et Hippolyte Flandrin, pour la fontaine de la place des Jacobins à Lyon (1886, marbre).  
Dans La Jeunesse d'Aristote et Bernardino Cenci (Salon de 1870, marbre, en dépôt au musée des Beaux-Arts de Lyon), Degeorge donne vie à ses personnages par une expression magnétique et un regard pénétrant.

Œuvres de Charles Degeorge
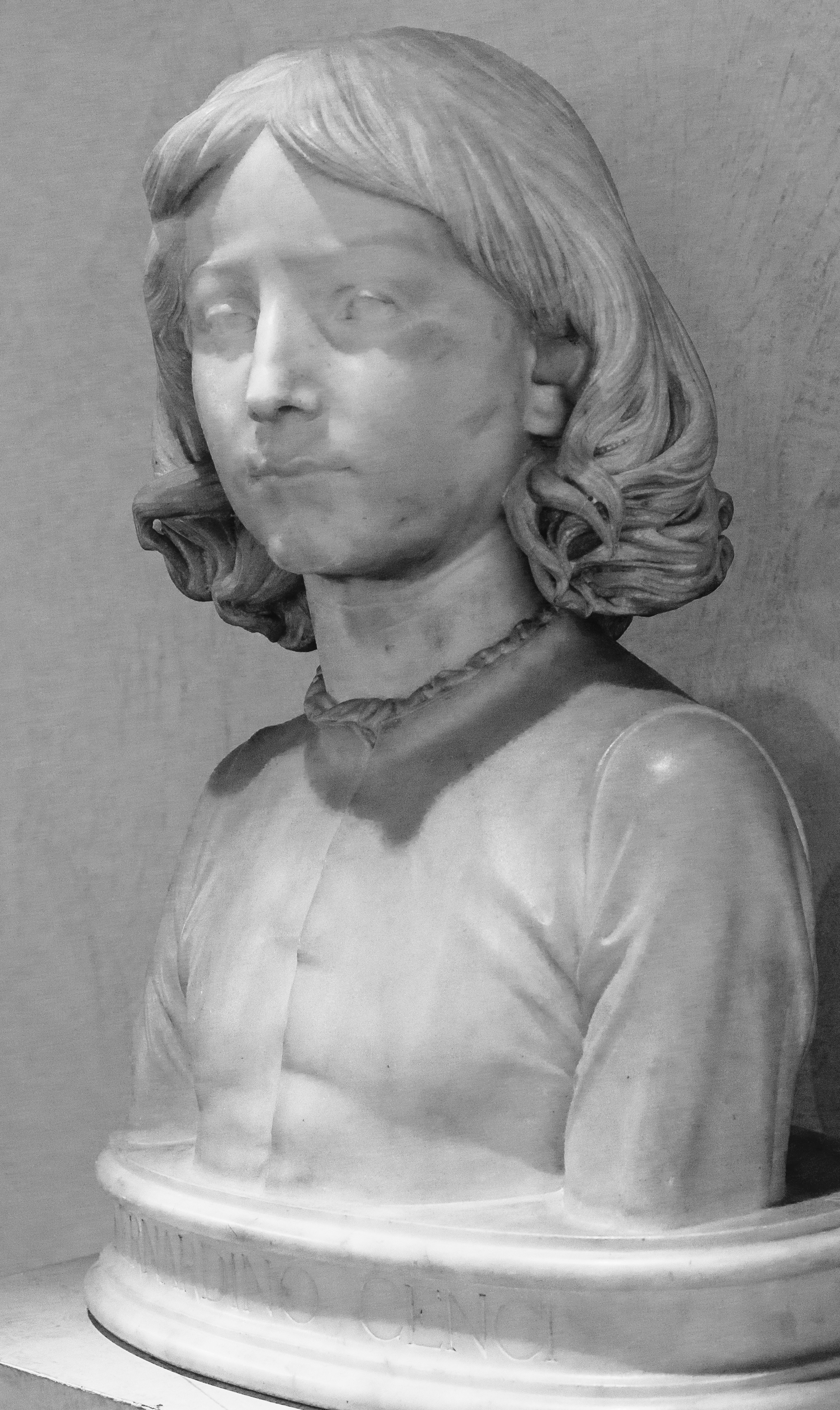
Bernardino Cenci (1870), musée des Beaux-Arts de Lyon.
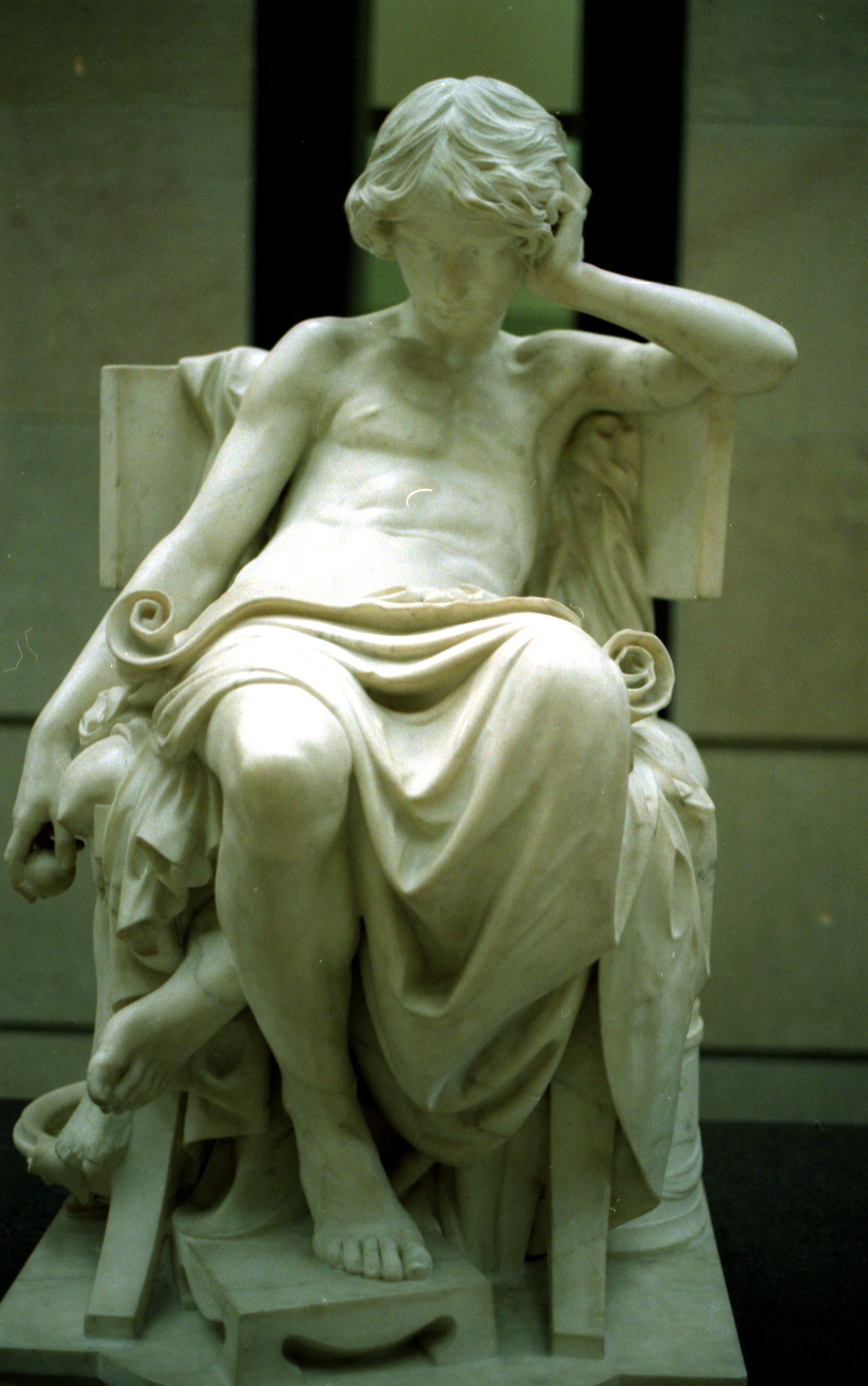
La Jeunesse d'Aristote (vers 1875), marbre, Paris, musée d'Orsay.